# Прогулка среди могил
«Прогулка среди могил» (англ. A Walk Among the Tombstones) — драматический детективный фильм режиссёра и сценариста Скотта Фрэнка по одноимённому роману Лоуренса Блока. Премьера в США состоялась 19 сентября 2014 года, в России 16 октября 2014.

## Сюжет
Нью-Йорк, начало 90-х. Город охватывает волна странных и страшных убийств. К Мэттью Скаддеру, бывшему полицейскому и бывшему алкоголику, обращается за помощью наркоторговец Кенни, у которого похитили и садистски убили жену. Он просит найти убийц, чтобы самому покарать их.
Расследование приводит на путь похитителей, которые оказались осведомителями полицейских из наркоконтроля.

## В ролях
| Актёр                   | Роль           |
| ----------------------- | -------------- |
| Лиам Нисон              | Мэттью Скаддер |
| Дэн Стивенс             | Кенни Кристо   |
| Дэвид Харбор            | Рэй            |
| Бойд Холбрук            | Питер Кристо   |
| Себастьян Роше          | Юрий Ландау    |
| Уитни Эйбл              | Дениз          |
| Стефани Андужар         | кассирша       |
| Оулавюр Дарри Оулафссон | Йонас          |
| Эрик Нелсен             | Хоуи           |
| Брайан «Астро» Брэдли   | Ти-Джей        |
| Даниэль Роуз Расселл    | Люси Ландау    |

## Съёмки
Съёмки фильма начались 3 марта 2013 года в Нью-Йорке.
На пост режиссёра фильма претендовал Ди Джей Карузо. На одну из ролей рассматривалась Рут Уилсон.